# Alvar Lindmark
Alvar Nikolaus Lindmark, född 11 augusti 1917 i Forslunda, Burträsk, död 5 februari 1975 i Möllevången, Malmö, var en svensk företagsgrundare och teknisk uppfinnare.

## Biografi
Alvar Lindmark var son till hemmansägaren Vilhelm Lindmark och Hulda Norstén i Forslunda, Burträsk, samt bror till Samme Lindmark. Hemmet var som många andra i trakten djupt religiöst. Sönerna fick ingenjörsutbildningar. Alvar Lindmark tog ingenjörsexamen vid Nordiska korrespondensinstitutet 1944. I ungdomen hade han varit dödssjuk i blodförgiftning och lovat Gud att han skulle bli missionär om han blev frisk. Länge tänkte han hålla sitt löfte, men till slut blev det en teknisk utbildning i stället. 
Sedan Alvar Lindmark tagit examen for han till Stockholm och var ett kort tag verkmästare hos Gideon Weimer innan han anställdes som byggmästare hos Olle Engkvist. Där stannade han bara ett år för att sedan återkomma till Västerbotten och Skellefteå som ingenjör vid AB Bröderna Brännström.
Erfarenheterna från de stockholmska byggena resulterade i Lindmarks första uppfinning: murbruksomröraren Limak. Den 15 mars 1948 startade Lindmark eget, Ingenjörsfirman Alvar N. Lindmark Aktiebolag som 1954 bytte namn till Alimak, efter ett förslag från företagets växeltelefonist, som var trött på att svara på telefonsamtal med det längre företagsnamnet.
Påverkad av berättelsen om Jakobs stege i Gamla testamentet inriktade han sig på lyftanordningar. Första hisskonstruktionen stod klar 1951. Med tiden blev Alimak världsledande på kuggstångsdrivna hisskonstruktioner, framför allt lyftar som används vid byggen, men också vid gruvor och andra arbetsplatser. 1966 drog sig Lindmark tillbaka från chefsposten vid Alimak efter strider med bankerna. Han var från 1960 också ägare av Ursvikens mekaniska verkstad och Lindmarks verkstäder, där hans bror Samme också verkade.
Alvar Lindmark satt i styrelsen för Sveriges Kreditbank i Skellefteå.

## Utmärkelser
- Norrlandsbjörnen 1970
- Hedersledamot vid Norrlands nation 1970